# 朝鲜战争细菌战指控

朝鮮戰爭時期中華人民共和國的宣传画

朝鲜战争细菌战指控指在1950年代开始的朝鮮戰爭中，中华人民共和国與朝鲜民主主义人民共和国指控聯合國軍利用炸弹和炮弹投放毒物、病毒、细菌或利用化学药品对战俘进行注射和试验的行动。美國方面則主張可以邀請國際紅十字會或世界衛生組織前往中国與朝鲜實地勘察證明清白，提案被蘇聯在聯合國安全理事會多次否決。美國改為向聯合國大會提案，聯合國大會各國投票支持公開調查方案設計，是為706号決議；但中朝认为世界衛生組織为联合国的下属，属战争中敌对当事方，國際紅十字會因美国影响力有明显的政治倾向性和非公平性，因而拒绝这些机构介入调查，國際紅十字會或世界衛生組織最终未能调查。
1952年中朝自行邀请来自六国的七位科学家，组成“国际科学委员会”，进入朝鲜和中国东北地区调查，发表了报告书，认为美军在朝鲜有可能也具备能力拿病菌作为武器，对此美国有着文称，有苏联方面宣传的指示，以及中朝方面没有进一步提出科学溯源证据支持其主张等。生物战是否事实，之后成为韩战期间的宣传战，并引发学术界的争论至今。

## 背景
第一次世界大战时，德国首次使用细菌武器。大战结束后，1925年6月在瑞士日内瓦签订的《日內瓦議定書》禁止使用细菌武器，但一些国家仍持續研究和使用。
中国抗日战争期间，日军先后在中国东北、广州及南京等地专门建立制造细菌武器的机构，并于1940年至1942年在浙江、湖南及江西等地撒布鼠疫和霍乱等病菌，造成此类这些疾病的发生和流行。
第二次世界大战日本投降后，美国对日军731部队免予起诉，以换取其研究内容。《抗美援朝战争史》认为美国雇佣石井四郎、若松有次郎、北野政次等一批日本细菌战犯，继续秘密研究与制造细菌武器。
1943年3月9日，美国政府政府购买了154英亩（62公顷），包括原来的92英亩（37公顷），并重新命名“ 迪特里克营地”。同一年里建立美國陸軍生物戰實驗室（USBWL）。美國羅斯福總統在1943年聲明，美國的細菌武器政策是「不首先使用」（no first use）。

## 指控

#### 冬季不明疫情
1951年3月13日，中央人民政府衛生部部長、中國紅十字會會長李德全發表書面聲明，呼籲國際紅十字會執行委員會（the Executive Committee of the International League of Red Cross Societies）正式譴責美國在朝鲜使用細菌武器和毒氣。4月11日，杜魯門以「未能全力支持美國和聯合國的政策」為由撤了麥克阿瑟的職，由馬修·李奇微接任。5月8日，朝鲜外交部長電告聯合國安理會：從1950年12月至1951年1月，美國在朝鲜使用細菌武器散播天花。:6-25月19日、24日和25日，中華人民共和國政府發表聲明說，美國正在準備使用細菌戰，並且指責美國在朝鲜戰場使用毒氣，以便為細菌戰做實驗檢查。9月22日，中國政府再次發表聲明，重申上述指責。9月，民主律師國際協會決定派一個委員會赴朝鲜調查各類“違反國際法的行為”。「民主律師國際協會」在一年之前(1950年)就被美國眾議院指為共產主義外圍組織，一些學者的研究與中央情報局的報告也如此認為。
1952年1月27日夜，美軍飞机在驻扎於朝鲜铁原郡的中国人民志愿军第42军阵地上空低飞盘旋，却没有投弹。次日早晨，第375团在雪地上发现了大批昆虫，第42军初步判断可能是敌人散布的细菌虫。這是中国人民志愿军首次報告美军使用细菌武器。随后中朝方少数部队和居民发生散在性的鼠疫和霍乱等烈性传染病。毛泽东提出：“动员起来，讲究卫生，减少疾病，提高健康水平，粉碎敌人的细菌战”，中国人民志愿军全面展开“反细菌战”的防疫卫生运动。全面进行防疫教育与卫生宣传，对军队普遍注射防疫，为驻地朝鲜平民注射疫苗132万人次。清洁卫生、捕鼠、杀虫、灭蝇，在4、5月捕鼠510多万只，扑灭了大量的蝇、蚊、蚤及其他昆虫。很快控制住传染病，年内军、民的一般传染病的发病率不但没有增加，反而大为减少。

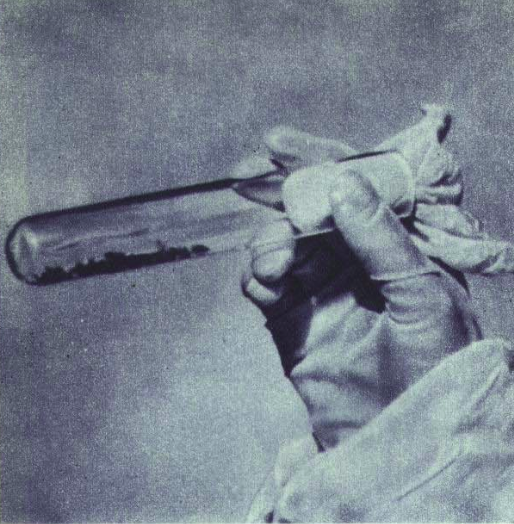
《人民畫報》聲稱中方检验出美军投放带有细菌的跳蚤

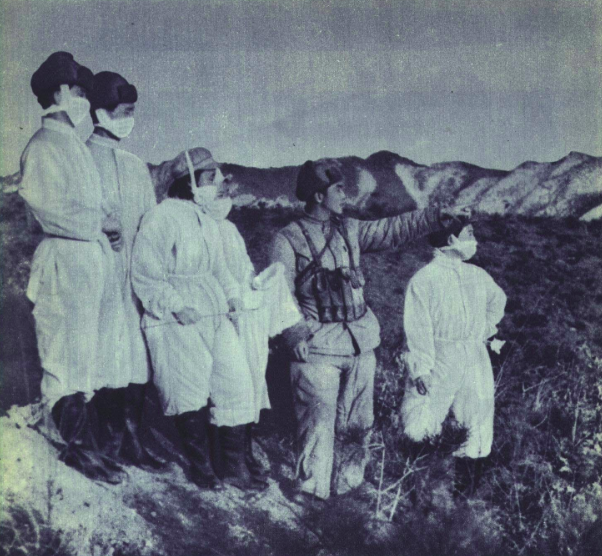
《人民畫報》刊登中方防疫部队进入细菌战疫区

1952年1月29日，中國人民志願軍卫生部和司令部收到42军电报称：美机于1952年1月28日飞过平康郡该军驻地，战壕雪地上发现多种昆虫，有内蚤、蝇和类似蜘蛛的昆虫。志愿军司令部随后在一項報告中說：美國的飛機掌握朝鲜制空權，並且偶爾飛越中國領空散播天花病菌。報告認為這是導致當時爆發的霍亂、瘟疫以及其他傳染病的原因。中國政府旋即命令取證調查，同時又派傳染病防治人員赴朝鲜。2月2日42军给司令部的进一步报告中称，第375团战士李广福称28日当天在驻地金谷里附近发现大量昆虫。但因42军卫生科技术设备及水平受限，尚无法确认昆虫是否带有细菌，遂报告上级。
2月18日中國人民解放軍代總參謀長聶榮臻發電給毛澤東和周恩來，商討取證調查事宜，並要求蘇聯細菌專家及設備的幫助。聶榮臻同時命令中國人民解放軍總後勤部衛生部門開始相應的準備工作。该日发布了《中央军委聂荣臻代总参谋长就美军在朝鲜投撒带菌昆虫情况及处理意见的报告》。:6-4
2月19日，毛澤東將聶榮臻的來電轉批周恩來注意這個問題，並為此做出必要的準備。:6-42月19日晚，军委代总参谋长聂荣臻和副总参谋长粟裕就与外交部副部长章汉夫、军委总后勤部卫生部部长贺诚研究确定：将国内现存的全部340万份鼠疫疫苗、9000磅消毒粉剂和其他防疫用具连夜装运，三天内全部空运安东然后转送朝鲜前线，并立即赶制1000万份鼠疫疫苗分批送到朝鲜。
2月21日，毛澤東給斯大林發電報，告之美帝國主義在中國東北使用細菌武器。
2月22日，朝鲜外相朴憲永再度發表官方聲明，指稱美國在朝鲜戰場使用細菌戰。:205聲明說，美國飛機分別於1月18日、29日，2月11、13、15、16日在朝鲜地區空投了數種攜帶瘟疫、霍亂及其他細菌的昆蟲。與此同時，朝鲜的廣播電台也報導說，在平壤北部發現了美國的細菌彈，裡面裝滿了能夠在寒冷氣候下生存的帶菌蒼蠅。同日，在慶祝社會主義陣營“反殖民主義國際日”之後，蘇聯發表聲明，指責美國使用細菌戰。:6-3中國官方新聞媒體開始大規模報道關於美國在朝鲜戰場使用細菌戰的消息。:206
2月24日，中國外交部長周恩來發表聲明，支持朝鮮外务相對美國细菌战的指控。:6-3與此同時，中國衛生組織公佈：中國東北部等地也發現了帶菌昆蟲。
美軍在韓戰中使用細菌彈的消息立即通過官方控制媒體傳遍社會主義陣營中的各國。事實上，早在半年前的1951年夏季，朝鲜已經大面積流行過瘟疫。而幾乎沒有衛生設施和條件的中國人民志願軍士兵中，各種傳染病如斑疹傷寒、天花、霍亂等等，也開始大面積流行。由於幾乎沒有醫藥可以救治，眾多的中國軍人不是死於戰鬥，而是死於流行病。
2月25日，中共中央军委发表《关于反细菌战防疫工作给志愿军的指示》，强调部队首先统一对敌人进行细菌战的认识。
2月27日，中共中央軍委决定由東北軍區派遣戴正華代表軍委會衛生部前往調查。
2月28日，聶榮臻再度發電給毛、周二人，指稱美國仍然在38度線一帶和50軍團上空散播帶菌昆蟲。並報告說，他已經動員44位中國昆蟲學家、細菌學家、傳染病學家、毒素學家、病理學家和營養學家赴朝，次日抵達前線。
1952年2月，蘇聯駐聯合國代表雅科夫·馬利克在聯合國會議上指責美國在朝鲜戰場使用化學武器。他不久前才在联合国安全理事会上提議各国批准《关于禁用毒气或类似毒品及细菌方法作战议定书》，結果沒有通過。

#### 調查資格的爭執
3月4日，美國國務卿迪安·艾奇遜發表聲明說：“我想清晰、明確地指出，這些指責是完全錯誤的。聯合國軍過去沒有，現在也沒有使用任何種類的細菌戰。”:206-207艾奇遜在聲明中同時要求指控美國使用細菌武器的國家，允許國際紅十字會調查團前往調查。同日，「民主律師國際協會」派出的委員會進入朝鲜，進行調查。:6-5
3月8日，中國外交部長周恩來發表聲明，嚴重抗議美國政府用細菌武器屠殺中國人民。聲明說：“美軍侵略軍自1952年1月28日在朝鲜發動大規模的細菌戰之後，又自2月29日起至3月5日止，先後以軍用飛機68批、448架次侵入中國東北領空，並在撫順、新民、安東、寬甸、臨江等地散布大量傳播細菌的昆虫……。美國政府為了要達到其擴大朝鮮戰爭、破坏遠東和世界和平的目的，不僅在朝對和平人民朝中人民武裝力量使用了國際公約和人類道德所絕對禁止的細菌武器，甚至還擴大這種罪行，對於中國東北的和平人民，也使用這一非法的細菌武器，來進行野蠻的挑舋。”聲明接著說，“對於美國政府這種公然破壞國際公約，違反人道的殘暴行為，中國人民是絕對不能容忍的。”:6-3
周恩來還指責美國使用蛤蚧、紙包、衣物包裝、各種陶器和金屬制品作為容器，以蜘蛛等節肢類動物和小型嚙齒類動物等18種帶菌動物，散播家禽白血病等動、植物病菌。官方報紙《人民日報》發表社論，要求嚴懲撒布細菌的美國凶手。中國政協、中共和十二個民主黨派、團體聯合發表了《對於美帝國主義進行細菌戰的抗議書》。
3月11號，在發表否認聲明，並要求指責國家允許國際社會進行調查的一個星期之後，美國國務卿艾奇遜直接向國際紅十字會發出要求，希望在有關地區進行調查。
3月12日，國際紅十字會對美國政府的請求做出反應：按照國際慣例接受這一請求，並立即向中國政府和朝鮮政府提出申請，希望調查行動得到中國和朝鮮的合作。並告知，印度政府將對調查行動提供必要的幫助。國際紅十字會計劃由一名巴基斯坦代表、兩名印度代表和三名瑞士代表組成的小型調查團，赴事發地展開調查工作。

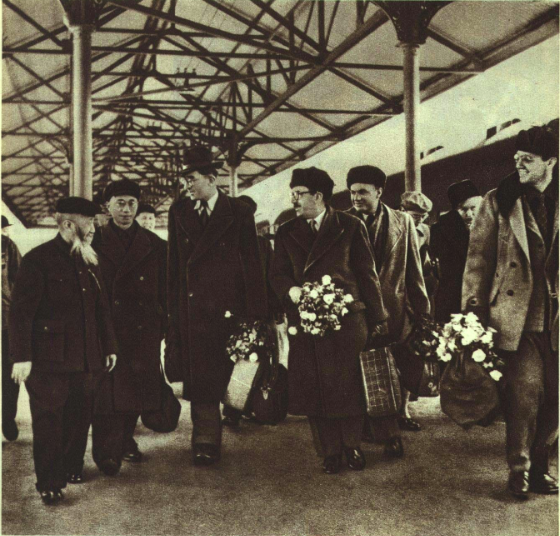
1952年3月国际民主法律工作者协会调查团从朝鲜返回北京，调查并确认朝鲜战争细菌战情况

3月15日，中國政府組成「美帝國主義細菌戰罪行調查團」開始就美國使用細菌武器一事，分赴朝鲜和中國東北進行調查。国际民主法律工作者协会和由一些科学家组成的“调查在朝鲜和中国的细菌战事实国际科学委员会”也进行了现场调查，调查的人员认定美军存在细菌战。19日，民主律師國際協會派出的委員會結束在朝鲜的調查。:6-5
3月中旬，聯合國軍總指揮馬修·李奇微將軍再度否認關於細菌戰的指控，他並補充說：“設計出這些指控，明明是為了掩蓋共産主義者在對付一年一度普遍發生在中國和朝鲜的傳染病的無能和及時救助犧牲者工作方面的無能。”
3月20日，聯合國秘書長特呂格韋·賴伊把世界衛生組織將就美國在朝鮮散佈細菌的指控提供調查的議案，以電報形式發往平壤，徵詢意見。
3月26日以後，美國國務卿迪安·艾奇遜再度公開正式否認對美國的這項指控。
3月20日至27日，民主律師委員會在北京進行調查。
3月28日，國際紅十字會就調查美國使用細菌武器一案，再度向中國、朝鮮發出請求合作的呼籲。
3月29日，聯合國秘書長特呂格韋·賴伊再度將世界衛生組織就美國在朝鮮散播細菌提供調查的議案，以電報形式發往平壤政府，徵詢回答。
3月中旬至4月中旬，蘇聯新聞媒體以其四分之一的版面和內容，大力宣傳“美國使用生物戰”。
3月下旬，平壤官方公佈：美軍在朝鲜北部散佈細菌達八百多次，散佈範圍達四十多個郡。但對聯合國和國際紅十字會的調查要求置之不理。
3月29日，聯合國秘書長特呂格韋·賴伊三度將世界衛生組織將對在朝鮮戰場散播傳染病一事提供調查的議案發往平壤。
3月31日，國際紅十字會第三度向中國、朝鮮發出請求合作調查的呼籲。同日，民主律師國際協會委派的委員會的調查報告在北京發表，指責美國在1951年5月6日至1952年1月9日期間，使用化學武器。:6-5
4月2日，民主律師國際協會委派的委員會在北京發表第二份報告。報告指控美國軍隊在中國領土使用細菌武器，違反1925年禁止使用細菌武器的日內瓦議定書和防止及懲治滅絕種族罪公約。:6-5這個委員會直接接受了指控者所提供的證據及其結論。報告結論說：“我們認爲上述事實構成了美國的侵略行徑、美國的種族滅絕特別是反人類的罪行。它如同一個重大威脅脅迫著全世界，其限度和影響無法預知。”
4月6日，聯合國秘書長特呂格韋·賴伊第四次向朝鮮政府發出請求，要求允許並配合世界衛生組織進入朝鲜有關地區進行調查。朝鮮對此事繼續置之不理。
4月7號，中國政府自己的調查委員會發表報告，報告指出：美國政府對中華人民共和國採取野蠻的和卑劣侵略行經。不僅犯下了侵略罪行，而且犯下了反人類的罪行。
4月10日，國際紅十字會第四次向中國政府、朝鮮政府發出呼籲，要求准許紅十字會調查團進入朝鲜和中國有關地區進行調查。並表示，如果在4月20日以前，北京政府、平壤政府仍然不做出回應，紅十字會將視爲對這一請求的否決。
4月30日，由於中國政府和朝鲜政府都沒有回答國際紅十字會的多次請求，國際紅十字會表示，決定停止有關這項調查的努力。
5月开始，中朝方陆续公布了25名美军被俘飞行员关于美军进行细菌战的供词，其中3名上校军衔的战俘分别供述了美国官方关于进行细菌战的决策情况。36个被俘的美国飞行员也供述他们投放了感染瘟疫的跳蚤和染毒的鸡毛。战后，费席尔回忆到为了细菌战的供词他被人反复拷打。
1952年5月22日，聯合國軍总指揮馬修·李奇微將軍在再度聲明否認這項指控。他說：“聯合國軍沒有任何必要，在任何時間、以任何形式，使用細菌戰和毒氣戰”。
1952年6月20日，美國在聯合國安理會提案，要求國際紅十字會調查細菌戰的指控，將結果向安理會報告。安理會6月23日討論美國提案，蘇聯則提案邀請中朝代表列席安理會。安理會7月1日會議對蘇聯提案進行表決，以1票贊成（蘇聯），10票反對，沒有通過。安理會7月3日對美國提案進行表決，以10票贊成，1票反對（蘇聯），提案被蘇聯否決。美國再度提案：「指出中朝拒絕國際紅十字會調查，卻一再指控細菌戰，而蘇聯重複中朝的指控，卻在安理會使用否決權阻止調查，安理會因此認為指控不實，並譴責偽造與散布不實的細菌戰指控」。安理會7月9日對美國新提案進行表決，以9票贊成，1票棄權(巴基斯坦)，1票反對（蘇聯），提案被蘇聯否決。
1952年6月23日至8月31日，來自英国，法国，意大利，瑞典、巴西、苏联六國七位科学家组成的一個“國際科學委員會（International Scientific Commission）”由英国剑桥大学生物科学家李約瑟博士率领进入中国和朝鲜进行了调查，调查后该委员会的专家们达成了一致意见并完成了《国际科学委员会调查在朝鲜和中国的细菌战事实报告书》（又称“李约瑟报告”），该报告称美国从日本生化部队学习细菌武器的使用和研发方法，并将之用于朝鲜战争。该国际科学委员会的组成缘由同年3月29日郭沫若在奧斯陸召開的世界和平理事會執行局擴大會議上，建議由世界和平理事會組織一個國際委員會，來調查細菌戰；美国方面称世界和平理事會是一個共产党外圍組織。
8月2日，《五个月反细菌战防疫工作综合报告》中说，敌人使用细菌的省份为“辽东……湖北，河南，云南，四川等十九个省区”。”。
1952年10月20日，美國向聯合國大會提案，指出蘇聯在安理會使用否決權阻止調查，要求聯合國大會調查細菌戰的指控。聯合國第一委員會在1953年3月27日到4月8日間討論美國提案，蘇聯則提案邀請中朝代表列席第一委員會，其他國家則指出：中朝只需要協助調查，列席第一委員會沒有必要；蘇聯提案以15票贊成，40票反對，沒有通過。16國在4月8日對美國提案提出修正案，由五國（巴西、埃及、巴基斯坦、瑞典、烏拉圭）組成委員會調查，提案以52票贊成，5票反對通過，提交聯合國大會。聯合國大會在1953年4月23日以51票贊成，5票反對，4票棄權通過第一委員會提案，成為706號決議，由五國組成委員會調查細菌戰的指控。聯合國大會主席在1953年7月28日報告，706號決議已經通知了中朝美日韓，美日韓表示配合調查，聯合國没有收到中朝方面的答覆，事后中方的解释是联合国属战争中敌对当事方，美国提议組成的委員會有明显的政治倾向性和非公平性，因而拒绝其介入调查。

#### 战俘實驗指控
中国人民解放軍與第四國際認為除了通过空军撒布病毒外，美军还在中国人民志愿军和朝鲜军队战俘身上注射化学药剂，其中包括LSD、海洛因和大麻。美国中央情报局希望通过这些人体实验而分析此类药物是否可以作军事目的用途。早在1951年，中国的报道就声称美军在战俘身上做细菌实验。

## 美方反駁
根据谢尔登·哈里斯的说法，尽管后来有确凿证据表明美国赦免731部队以换取他们的研究，但美国当局始终否认将研究结果用于实战中。美国及其盟国雖支持聯合國的調查，但否认了全部关于其进行细菌战的指控。
1958年，美国政府宣布，“民主律师国际协会”为掩蓋的共产党组织，并指控公布该组织“美国犯罪在韩国报告”的记者约翰·鲍威尔为煽动叛乱分子。在1959年的一次颇受关注的审判中，鲍威尔被指犯有13条煽动罪，而他的兩名助手被指犯有1条煽动罪。美国政府最終撤销了所有指控。但鲍威尔餘生沒有再從事记者工作，鲍威尔之子表示其父被列入黑名单中。据审判期间的新闻报道，负责此案的美国检察官詹姆斯·B·施纳克 (James B. Schnake) 提交了一份宣誓书，其中表示美国政府准备规定“在1949年1月1日至1953年7月27日期间，美国陆军有能力在攻势和防御上发动化学战和生物战……国防部负责官员已确定，泄露有关这一主题的详细记录将对国家安全极为不利。”

## 战后研究
一些历史学家对1952年春季在朝鲜爆发的疾病提供了其他解释。例如，有人指出，春季通常是中国和朝鲜的流行病高发时期，多年的战争也导致了朝鲜得医疗保健系统的崩溃。美国军事历史学家认为，在这种情况下，疾病很容易在朝鲜境内的全体军人和平民中传播。
- 歷史學家张曙光教授，利用中國方面的可用资料，指出目前中国方面完全沒有任何資料可以解釋當時中國科學家如何推出1952年的疾病爆發是美國發起生物戰的結論，據此，張曙光進一步推論，此指控來源為毫無根據的謠言，而中國方面是刻意忽略相關指控的科學調查以利其國內和國際宣傳[44]。
- 1986年，澳大利亚历史学家加文·麦科马克（Gavan McCormack）认为，美国使用生物战的说法“远非天生不可信”，并指出供认不讳的战俘之一沃克·马胡林实际上与德特里克堡有关联。[45]他还指出，在考虑部署核武器和化学武器时，没有理由相信道德会否决生物战。[46]他还表示，1951年爆发的病毒性出血热与生物战有关。然而，到2004年，麦科马克改变了主意。在一本关于朝鲜的书中，他写道，凯瑟琳·韦瑟斯比和米尔顿·莱滕贝格出版的苏联档案“对细菌战提供了零碎但有说服力的解释”，不过他称“对这些文件的分析几乎可以肯定，朝鲜、中国和俄罗斯人进行了一场激烈、复杂、人为和欺诈的国际运动——一场巨大的欺诈……”[47]
- 历史学家Jon Halliday和Bruce Cumings在1988年出版的《朝鲜：未知的战争》一书中质疑朝鲜和中国是否可能“上演一场壮观的骗局，动员数千人”，让数十名中国医生、科学家和高级官员“伪造证据、撒谎和发明医疗欺诈”，并组织一场针对美国的宣传战。然而，1998年11月16日的《U.S. News & World Report》认为事实的确如此。根据俄罗斯总统档案馆解密的文件，1952年，朝鲜卫生部长曾秘密前往北京和沈阳，获取鼠疫杆菌样本，并用其感染两名死刑犯，以制造美国发动生物战的“证据”。这些组织样本随后被用于欺骗国际调查人员。相关文件还显示，苏联和中国领导层，包括毛泽东，均参与了这一宣传行动，并在向苏联情报部门负责人拉夫连季·贝利亚的报告中承认，所谓的疫情地区是人为制造的，包括假埋葬和虚构鼠疫、霍乱疫情。直到1953年斯大林去世后，苏联才终止了这一欺骗行动。[48]
- 著名的親共記者貝卻敵在戰時曾經報導細菌戰，研究冷戰史的歷史學家現在對這些報導多數不予採信。[49]
  1. 他的同事丹尼斯·华纳（英语：Denis Warner）認為：貝卻敵所有細菌戰的報導都是編造的，並且指出了這些報導和傑克倫敦的科幻小說的相似之處 [50][51]。
  2. 根據俄國解密的檔案[52]，Robert Manne（英语：Robert Manne）教授與Herbert Romerstein（英语：Herbert Romerstein）教授認為贝却敌被蘇聯克格勃收買，並且說謊否認他是共產黨員[53][54]。
  3. Tibor Méray，一名到场采访但在1956年匈牙利事变后出逃的匈牙利记者指细菌战造假，他说关于细菌战的宣传“必然是经过了庞大的阴谋网设计实施的”[55]。
- 哈佛大學費正清教授認為细菌战是中共編造的謊言，[56]並以酷刑迫使美軍被俘飛行員配合說謊。[57]
- 美国记者約翰·鮑威爾（英语：John W. Powell）因報導朝鲜战争美军細菌戰1956年被美國政府以煽動叛亂罪起訴；虽然他翻查美國國防部檔案多年没找到任何檔案證據，但并未放弃，他的解释是挖得越深越多证据就越会被销毁掩盖[58][59]。
- 1994年，历史学家哈立斯出版了《Factories of Death: Japanese Biological Warfare, 1932–45, and the American Cover-up》，揭露了731部队与美军的交易，但书中并未明确支持美军在韩战中使用生物武器的说法。[60][61]
- 國立政治大學藤井志津枝教授在1995年10月發表論文，声称美國徵調前日軍「731部隊」部隊長石井四郎中將與北野政次中將及「100」細菌部隊部隊長若松勇次郎中將率領前731部隊成員在朝鮮戰期間赴韓國發動細菌戰以阻止志愿军之南進[62][12]。其中提到1950年10月19日中国人民志愿军出乎聯合國軍統帥麥克阿瑟意料之外加入朝鮮戰战场，聯合國軍遭遇重大打擊，向南撤退。聯合國軍為求扳回劣勢即決定施行生化戰。三部隊長及日本醫師會會長田宮猛雄來至北緯38度南北韓分界線勘察，並以防衛38度線為目的。12月，在美军南撤时所用之細菌武器為731部隊在中國東北所研製的流行性出血熱（epidemic hemorrhagic fever）病原體。細菌戰的對象為下列五種：

1. 軍隊炊事房
2. 警察餐廳
3. 軍隊、政府、共產黨的宴會場
4. 城市的水池河川
5. 共產黨高級幹部的任宅

美軍因此於1952年豁免日本陸軍軍醫官佐1000餘名。北野政次與美軍C.B. Philip 上校之聯繫也被公開。 （註：流行性出血熱可能就是後來鑑定的由漢他病毒引起的漢他出血熱。此外，藤井的说法存在基本错误，1952年乙级、丙级战犯的全体释放是由于旧金山和约第11条，及杜鲁门总统10393令允许日本政府减免战犯刑罚，之后在日本国内4000万人签字的戦犯赦免運動背景下，1952年12月9日众议院所决定。“52年的东京大审判”更是匪夷所思，因為东京审判在1948年就結束了。且声称731部队军官如石井四郎参与战争早在五十年代就已提出。
- 美國軍醫在1997年出版的《Medical Aspects of Chemical and Biological Warfare》中，引用了1952年8月細菌戰指控達到高潮時，朝鲜政府給波蘭的信，信中要求資金用來買衣服，而不是如以前用來買血清與疫苗。令人懷疑朝鲜政府是否相信真有細菌戰[65]。
- 《Chemical And Biological Warfare》中引用了苏联外交官拉祖耶夫在1953年4月写给贝利亚的信，提到“经我检查中国人的说法是虚假的……疫区和坟墓是被人为造出来的”。原因是研究人员在接到这些羽毛后，仅做了细菌学的培养，发现在形态上有与炭疽杆菌相近的细菌，据说可能是枯草菌。[66]。
- 中国纪录片说1993年历史学家在美国解密的档案中找到了一份有关细菌战的美军文件。在这份文件中，美国陆军司令部曾制定了使用毒气和生化武器的作战计划。[67]历史学家同时指出，它仅仅是一份计划。[68]
- 据中方報導，2001年7月26日至8月5日，日本静岡大学歷史教授 Mori Masataka [69]带领一个日本“朝鲜战争细菌战调查团”在朝鲜和中国东北，调查在战争期间美国是否有使用细菌弹。在访谈中，他说通过这次调查，再次确认一个事实 ：那就是美国的确在朝鲜战争中使用了细菌弹。Mori Masataka说一些美国媒体和日本隐瞒了细菌战的事实。他们的组织将收集美方证人，同时敦促美国释放的信息给公众[70]
- 2001年在日本出版的《陆军登户研究所的真相》一书指出，日本731部队的成员在朝鲜战争期间为隐藏在横须贺海军基地内的美国秘密部队的“化学部门”工作，从1955年至1959年也为美国境内的项目工作。[71]
- 2002年，美国陆军军事历史研究所所長 Conrad Crane 發表論文，認為美國在朝鮮戰期間沒有能力或意願進行細菌戰。[72]
- 2002年，普林斯頓大學 Ruth Gogaski 教授發表論文，對細菌戰提出新的解讀角度，認為中國的反細菌戰運動與接下來的愛國衛生運動，都是毛澤東動員群眾的政治運動，是向大自然與帝國主義宣戰的開始。從大躍進到修建三峽大壩，都可以看到這種挑戰大自然的精神。[73][74]
- 2004年，中國人民大學清史学家杨念群发表文章，从社会历史学的角度解读1952年的反细菌战事件和爱国卫生运动，認為是中国利用公众对细菌战的恐惧情绪和民族主义的对外抵抗意识，來培養民众普遍的集体抵抗意识，从而为现代民族主义式的群体行为构筑心理基础。[75]
- 李約瑟博士当年率领“国际科学委员会”進入朝鲜和中國进行实地考察並做出指控為實的報告，因而上了美国政府的黑名单，直到1970年代才从名单中移出[76]。2008年出版李约瑟传记的作者西蒙·温彻斯特（英语：Simon Winchester）评价道：“李约瑟理智地爱着共产主义，然而共产党的间谍却无情地欺骗了他。”[77]:199–200:212
- 劍橋大學的Bowett教授在2008年出版的《聯合國軍法律研究》指出，美國1952年提議由國際紅十字會調查，與聯合國大會1953年706号決議由五個中立國組成委員會調查，中朝都置之不理，因此細菌戰屬實的可能性極小[78]。
- 美國科學家聯盟表示，沒有流行病学資料顯示朝鲜當時有流行病，细菌戰的指控也沒有證實[79]，美国科学家联盟列举的實驗，地點都在美國國內[79]。
- 昆虫学家杰弗里·A·洛克伍德（Jeffrey A.Lockwood）在2009年写道，德特里克堡的生物战项目早在第二次世界大战就开始研究昆虫作为疾病媒介的用途，并在战后聘请了德国和日本科学家，他们在战俘和集中营囚犯中进行了人体实验。科学家们在他们的生物战计划中使用或试图使用多种昆虫，包括跳蚤、蜱虫、蚂蚁、虱子和蚊子，尤其是携带黄热病病毒的蚊子。他们还在美国进行了测试。洛克伍德认为，美国很可能确实使用了朝鲜战争期间从飞机上扔下的昆虫来传播疾病，而中国和朝鲜在提出这些指控时并不仅仅是在进行宣传活动，因为参谋长联席会议和国防部长在1950年秋“最早可行的时间”批准了这些昆虫的使用。当时，它有五种生物战剂可供使用，其中三种是通过昆虫媒介传播的。[80]
- 2010年3月，半岛电视台英语新闻节目《人民与权力》（People & Power）对这一指控进行了调查。 在该节目中，森正孝教授调查了美国生物武器弹壳等历史文物、当代文献证据和目击者证词。该计划还在美国国家档案馆发现了一份重要文件，其中显示 1951年9月，美国参谋长联席会议下令开始 "大规模实地试验......以确定特定生物武器（细菌战）制剂在作战条件下的有效性。" 森正孝总结道： "在战争中使用细菌武器违反了《日内瓦公约》。我认为这就是美国人拒绝承认指控的原因。但我毫不怀疑。我绝对相信这是真的。" 该节目最后指出，目前还没有任何确凿证据证明美国无罪或有罪。

半岛电视台还曾要求美国国防部和国务院就朝鲜战争期间是否展开细菌战等问题接受采访，但被对方拒绝。
- 2013年11期《炎黄春秋》登载称原志愿军卫生部部长吴之理1997年的回忆，说“52年（美国投放）细菌战是一场虚惊。这事是我几十年的心病，只觉得对不起中外科学家，因为他们可能知道真相，但服从政治斗争需要，他们是受我们骗了！我不止一次向黄克诚（总参谋长）说对不起他们。黄说，你不用这么想，搞政治斗争嘛”[83][84]。但崑崙策研究院的豫民质疑该文的真伪，即该文是否为吴之理的遗作（吴之理2008年去世）或只是造假之文[85]。同时，中国抗美援朝纪念馆也对其真实性提出质疑，因为吴之理已经在文章发表前去世，无法辨别真假。

### 文忠志和哈格曼的研究以及韦瑟斯比和莱滕伯格的研究
1998年，加拿大历史学家文忠志和约克大学的爱德华·哈格曼在他们的著作《美国与生物战：冷战初期和朝鲜的秘密》中称对美国进行生物战的指控是真实的。出生于上海的文忠志是一位共产主义者，同时是加拿大中国人民的老朋友文幼章的儿子，他是苏联附属组织世界和平理事會的重要成员。
对这本书的评价呈现两级，一位美国军事学院教授称这本书是“糟糕历史”的一个例子，纽约时报的一篇评论称该书缺乏直接证据“令人震惊”并且“烂透了”。而其他评论则称赞了这本书，宾夕法尼亚大学东亚研究主任说：“文忠志和哈格曼是该主题最权威的著作“《韩国季刊》的一篇评论称其为“一部引人入胜的严肃学术著作......提出了一个令人信服的论点，即美国实际上在朝鲜战争期间确实秘密进行了生物战“，而美国杂志《国家》的一篇评论称其为”最令人印象深刻、最专业的研究，而且在官方文件允许的范围内，这是迄今为止起诉的最佳案例”。中国日报的一位特约撰稿人指出，他们的书是唯一一本将美国、日本、加拿大、欧洲和中国的研究结合起来的书，因为他们是“第一批获准访问中央档案馆机密文件的外国人”。
作为对文忠志和哈格曼研究的反驳，伍德罗·威尔逊国际学者中心冷战国际史项目的凯瑟琳·韦瑟斯比（Kathryn Weathersby）和米尔顿·莱滕伯格（Milton Leitenberg）在1998年公布了一批苏联和中国的文件，他们说这些文件揭示了这些指控是一场精心策划的虚假宣传活动。这些手抄文件来自俄罗斯总统档案馆，由俄罗斯研究人员提供给日本记者内藤康夫，并以日文发表在《产经新闻》上。其中提到：“参与假造所谓使用细菌武器的“证据”这一行为的苏联工作人员，将受到严厉的惩处。”。韦瑟斯比承认，由于文件的收集方式，使得其缺少印章或签名，无法确认其真实性，但由于它们的复杂性和交织的内容，使得这些文件“极难伪造”，因此来源可信。他们说，朝鲜卫生部长于1952年前往沈阳，在那里他购买了一种鼠疫杆菌培养物，并用于感染被定罪的罪犯，然后用组织样本来欺骗国际调查人员。这些文件包括包括毛泽东在内的苏联和中国领导人会晤的电报和报告。例如，苏联情报部门负责人贝利亚的一份报告指出：“建立了假瘟疫区，组织葬礼……并采取措施迎接瘟疫和霍乱杆菌。朝鲜内务部的顾问提议用霍乱和瘟疫杆菌感染被判处死刑的人……”这些文件显示，在第二年斯大林去世后，苏联才停止了虚假宣传活动。
这些披露出来的文件引起了争议。凯瑟琳·韦瑟斯比和米尔顿·莱滕伯格认为他们的证据是确凿的，足以证明对美国细菌战的指控是虚假的。2001年，美国作家赫伯特·罗默斯坦支持韦瑟斯比和莱滕伯格，同时批评文忠志和哈格曼的研究，理由是他们的研究是基于中国政府提供的文件。马里兰大学的研究员Milton Leitenberg出版了《朝鲜战争細菌戰指控已解决》(The Korean War Biological Warfare Allegations Resolved)一书，就引用了這批苏联文献，称斯大林早已知道細菌戰是朝中方的虚假宣传。《CNN》、《美國新聞與世界報導》報導了他們的研究。美聯社也报道了韦瑟斯比的研究結果，但是對文忠志的報導要求置之不理。除此以外，很多中国学者也认可这项研究。作家北明认为这些档案是真的，并將檔案翻成中文發表於《北京之春》。中国研究冷战历史的著名学者沈志華也相信這些檔案是真的，不大可能假造，但是他认为事關重大，要到俄罗斯去把原件找出來才行。这些文件也引起了许多人的质疑，文忠志和哈格曼指出这些文件实际上是手写副本，“原始资料没有披露，收藏的名称不确定，也没有卷号可以让其他学者找到和检查文件”。他们声称，即使这些文件是真实的，也不能证明美国没有使用生物武器，并指出韦瑟斯比和莱滕贝格的分析存在的错误和不一致之处。同时，俄罗斯政府從1990年開始解密部分前苏联档案，但没有学者见过这些档案的原件，因此这些档案的真偽還有爭議。中國军事科学院的齐德学認為：在俄罗斯没有公布完整的原始档案文献之前，在中国档案文献能够证明这些档案抄件的内容之前，任何对这些档案真实性的判定都只是一种推测，而不能形成确切的结论。美国《冷战国际史项目公报》在发表这一批抄件时专门指出，在正式的档案文献公布前，这批文件的真实性将始终受到怀疑。澳大利亚作家迈克尔·彭布罗克称，韦瑟斯比和莱滕伯格研究文件中与贝利亚有关的文件大多是在斯大林死后的权力斗争时期创建的，因此值得怀疑。